# Inga unica
Inga unica är en ärtväxtart som beskrevs av Rupert Charles Barneby och James Walter Grimes. Inga unica ingår i släktet Inga och familjen ärtväxter. IUCN kategoriserar arten globalt som sårbar. Inga underarter finns listade i Catalogue of Life.